# Киска (Республика Алтай)
Киска — село в Чойском районе Республики Алтай России. Входит в Чойское сельское поселение.

## История
Основано в 1866 году.

## География
Расположено в северной части Республики Алтай, в низкогорной зоне, к востоку от Горно-Алтайска, в долине реки Иши.
Уличная сеть состоит из четырёх географических объектов: ул. Горная, ул. Дружная, ул. Заречная, ул. Центральная.

## Население
| 2010 | 2011 | 2012 | 2013 | 2014 | 2015 | 2016 |
| ---- | ---- | ---- | ---- | ---- | ---- | ---- |
| 162  | →162 | ↘160 | ↗161 | ↘148 | ↗149 | ↘143 |

В 1989 году проживало 129 человек, в 2002-м 148

## Инфраструктура
Сельское хозяйство, лично-подсобное хозяйство.